# 158-й истребительный авиационный полк ПВО
158-й истребительный авиационный полк ПВО — воинская часть Вооружённых Сил СССР в Великой Отечественной войне.

## История
Полк сформирован на основании Директивы НКО СССР № 0/4104725 от 25 июля 1940 года. К 22 июня 1941 года имел на вооружении 46 самолётов И-16 (в том числе 3 неисправных), а также 20 Як-1. Базировался в Пскове (аэродром Веретье). По крайней мере, в начале 1941 года, полк располагал также одним Bf-110
В составе действующей армии во время ВОВ c 22 июня 1941 по 7 июля 1943 года.
Принимает участие в боях с первых дней войны. 22 июня 1941 года поднят по тревоге, с полученным заданием на прикрытие городов Остров, Псков, железнодорожного узла Ретупе и станции Резекне. Однако в первый день войны вылетов не совершал, личный состав полка в спешном порядке заканчивал сборку самолётов Як-1 и обучение. В течение пяти дней 1-я и 2-я эскадрильи были перевооружены новыми самолётами. 23 июня 1941 года 3-я и 4-я эскадрильи полка перебазировались на аэродром Рожкополье, и с двух аэродромов полк совершил 51 боевой вылет без встреч с противником. 27 июня 1941 года был открыт боевой счёт: был сбит Ju-88 над Псковом. Так, 28 июня 1941 года ведёт бой над Островом, лётчики полка Пётр Харитонов и Степан Здоровцев совершают тараны. 
4 июля 1941 года аэродром полка оказался под огнём наземных немецких войск и полк перебазировался на аэродром Гривочки. С 5 июля по 9 июля прикрывает бомбардировщики, действует в районах Порхов — Дно. С 9 июля 1941 года полк базируется в Пушкине, прикрывает районы Луга — Красногвардейск — Кингисепп. C 22 июня по 8 августа 1941 года полк произвёл 2133 боевых вылета, провёл 458 воздушных боев, по своим отчётам сбил 46 самолётов противника, потерял 26 своих самолётов
По некоторым данным вошёл в состав 7-го авиационного корпуса ПВО  с июля 1941 года, и действовал в его составе до конца войны, однако исходя из данных ОБД «Мемориал» начал действовать в составе корпуса с сентября 1941 года, также в соответствии со справочником Боевого состава советской армии 1941—1945 гг., в течение января-марта 1942 года не находился в составе корпуса.
В октябре 1941 года отведён в тыл, в город Сокол Вологодской области, остававшиеся в полку 19 МиГ-3 (в том числе 2 неисправных) были распределены между другими частями. В декабре 1941 года получил на вооружение получил самолёты P-40 «Tomahawk». В январе 1942 года вновь приступил к боям под Ленинградом, с этого времени действовал на охране коммуникаций, проходящих по Ладожскому озеру, прикрывает Волхов, Волховскую ГЭС, железную дорогу и мосты над ней, склады имущества в Кобоне, Осиновце. Летом 1942 года принимает участие в Синявинской наступательной операции. В 1942 году базировался в Агалатово.
С января 1943 года, действуя в районе Московской Дубровки, принимает участие в прорыве блокады Ленинграда. С 19 марта 1943 года принимает участие в Красноборской операции.
Преобразован Приказом НКО СССР № 255 от 7 июля 1943 года в 103-й гвардейский истребительный авиационный полк ПВО.

## Полное наименование
- 158-й истребительный авиационный полк противовоздушной обороны

## Подчинение
| Дата            | Фронт (округ)       | Армия                   | Корпус                                    | Дивизия                                 | Примечания                                    |
| --------------- | ------------------- | ----------------------- | ----------------------------------------- | --------------------------------------- | --------------------------------------------- |
| 22.06.1941 года | Северный фронт      | -                       | -                                         | 2-я смешанная авиационная дивизия       | -                                             |
| 01.07.1941 года | Северный фронт      | -                       | -                                         | 2-я смешанная авиационная дивизия       | -                                             |
| 10.07.1941 года | Северный фронт      | -                       | -                                         | -                                       | -                                             |
| 01.08.1941 года | Ленинградский фронт | -                       | -                                         | 39-я истребительная авиационная дивизия | в оперативном подчинении 7-го авиакорпуса ПВО |
| 01.09.1941 года | Ленинградский фронт | -                       | 7-й истребительный авиационный корпус ПВО | -                                       | -                                             |
| 01.10.1941 года | Ленинградский фронт | -                       | 7-й истребительный авиационный корпус ПВО | -                                       | -                                             |
| 01.11.1941 года | -                   | -                       | -                                         | -                                       | на переформировании                           |
| 01.12.1941 года | -                   | -                       | -                                         | -                                       | на переформировании                           |
| 01.01.1942 года | Ленинградский фронт | -                       | -                                         | -                                       | -                                             |
| 01.02.1942 года | Ленинградский фронт | -                       | -                                         | -                                       | -                                             |
| 01.03.1942 года | Ленинградский фронт | -                       | -                                         | -                                       | -                                             |
| 01.04.1942 года | Ленинградский фронт | -                       | 7-й истребительный авиационный корпус ПВО | -                                       | -                                             |
| 01.05.1942 года | -                   | Ленинградская армия ПВО | 7-й истребительный авиационный корпус ПВО | -                                       | -                                             |
| 01.06.1942 года | -                   | Ленинградская армия ПВО | 7-й истребительный авиационный корпус ПВО | -                                       | -                                             |
| 01.07.1942 года | -                   | Ленинградская армия ПВО | 7-й истребительный авиационный корпус ПВО | -                                       | -                                             |
| 01.08.1942 года | -                   | Ленинградская армия ПВО | 7-й истребительный авиационный корпус ПВО | -                                       | -                                             |
| 01.09.1942 года | -                   | Ленинградская армия ПВО | 7-й истребительный авиационный корпус ПВО | -                                       | -                                             |
| 01.10.1942 года | -                   | Ленинградская армия ПВО | 7-й истребительный авиационный корпус ПВО | -                                       | -                                             |
| 01.11.1942 года | -                   | Ленинградская армия ПВО | 7-й истребительный авиационный корпус ПВО | -                                       | -                                             |
| 01.12.1942 года | -                   | Ленинградская армия ПВО | 7-й истребительный авиационный корпус ПВО | -                                       | -                                             |
| 01.01.1943 года | -                   | Ленинградская армия ПВО | 7-й истребительный авиационный корпус ПВО | -                                       | -                                             |
| 01.02.1943 года | -                   | Ленинградская армия ПВО | 7-й истребительный авиационный корпус ПВО | -                                       | -                                             |
| 01.03.1943 года | -                   | Ленинградская армия ПВО | 7-й истребительный авиационный корпус ПВО | -                                       | -                                             |
| 01.04.1943 года | -                   | Ленинградская армия ПВО | 7-й истребительный авиационный корпус ПВО | -                                       | -                                             |
| 01.05.1943 года | -                   | Ленинградская армия ПВО | 7-й истребительный авиационный корпус ПВО | -                                       | -                                             |
| 01.06.1943 года | -                   | Ленинградская армия ПВО | 7-й истребительный авиационный корпус ПВО | -                                       | -                                             |
| 01.07.1943 года | -                   | Ленинградская армия ПВО | 7-й истребительный авиационный корпус ПВО | -                                       | -                                             |

## Командиры
- 25.07.1940 — 10.1941: майор Афромеев, Аркадий Петрович
- 10.1941 — 01.01.1942 (погиб):  капитан Матвеев, Владимир Иванович
- 01.1942 — 09.1942: майор Павлов, Константин Георгиевич
- 09.1942 — 07.07.1943: батальонный комиссар Пономарчук, Степан Ефремович

## Отличившиеся воины полка
| Награда | Ф. И. О.                     | Должность                        | Звание            | Дата награждения                                                                                                | Данные о вылетах | Примечания |
| ------- | ---------------------------- | -------------------------------- | ----------------- | --- | ---------------- | --- |
|         | Богомазов, Григорий Иванович | Заместитель командира эскадрильи | старший лейтенант | к моменту представления 350 боевых вылетов, в 50 воздушных боях лично сбил 12 и в группе 4 самолёта противника. | 02.09.1943       | - |
|         | Здоровцев, Степан Иванович   | командир звена                   | младший лейтенант | - | 08.07.1941       | 28.06.1941 совершил таран. Один из трёх первых Героев Советского Союза в Великой Отечественной войне. Погиб 09.07.1941 |
|         | Жуков, Михаил Петрович       | лётчик                           | младший лейтенант | - | 08.07.1941       | 29.06.1941 совершил таран. Один из трёх первых Героев Советского Союза в Великой Отечественной войне. Погиб 12.01.1943 |
|         | Литаврин Сергей Гаврилович   | командир эскадрильи              | капитан           | к моменту представления 311 боевых вылетов, в 55 воздушных боях сбил 10 самолётов противника.                   | 28.01.1943       | - |
|         | Плеханов, Иван Ефимович      | командир звена                   | старший лейтенант | 244 боевых вылета, в 34 воздушных боях лично сбил 11 и в группе 2 самолёта противника.                          | 28.01.1943       | - |
|         | Тотмин, Николай Яковлевич    | лётчик                           | старшина          | - | 22.07.1941       | 04.07.1941 совершил лобовой таран. Погиб 23.10.1942                                                                    |
|         | Харитонов, Пётр Тимофеевич   | лётчик                           | младший лейтенант | - | 08.07.1941       | 27.06.1941 и 25.08.1941 совершил тараны. Один из трёх первых Героев Советского Союза в Великой Отечественной войне     |
|         | Шишкань, Илья Минович        | Заместитель командира эскадрильи | старший лейтенант | к моменту представления 373 боевых вылета, в 56 воздушных боях лично сбил 8 и в группе 3 самолёта противника.   | 28.01.1943       | погиб 21.06.1943 |

## Память
- Памятник в гарнизоне Прибылово